# Bus de données
Un bus de données est un ensemble de conducteurs électriques, partie d'un bus informatique destinée au transfert en parallèle des données y compris les instructions de programme entre plus de deux composants au sein d'un système informatique, notamment les ordinateurs,.
Le bus de données permet à différents blocs logiques d'échanger des informations. Typiquement, dans un ordinateur, il relie le processeur, la mémoire centrale et les contrôleurs de périphériques.

## Structure

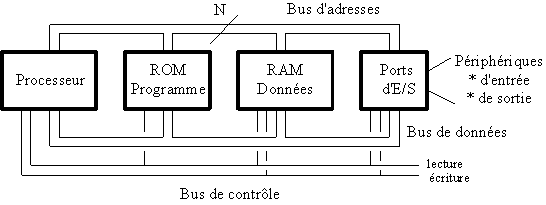
Structure d'un système à microprocesseur.

Les bus de données se rencontrent sur une carte mère et sur certaines cartes graphiques. Ils comportent plusieurs canaux, le plus souvent en parallèle.
Comme son nom l'indique, le bus « de données » transfère des informations, que celles-ci soient des instructions de programme ou des valeurs, numériques ou non, à traiter par le programme ou le périphérique qui lui est lié. D'autres parties du système doivent spécifier les composants concernés, et en général le sens de transfert, car le bus de données est généralement bidirectionnel. Un bus informatique se décompose en trois bus fonctionnels, :
- Le bus de données : permet, comme son nom l'indique, la circulation des données, y compris les instructions d'un programme entre un processeur et la mémoire. Différentes architectures de systèmes numériques peuvent être basées sur des bus de taille très différente, de 1 à 4 096 bits[5], celle-ci représentant la taille des mots transférés en un cycle, et donc le nombre de liaisons parallèles composant le bus de données.
Si le système comporte un processeur, on fait souvent correspondre la taille des mots du bus avec celle du processeur pour des raisons de simplicité. Mais ce n'est pas toujours le cas, car cela dépend, entre autres, des contraintes du système et de son utilisation. Par exemple le bus de 4 096 bits, cité plus haut, est celui d'une carte graphique qui traite simultanément 128 pixels de 32 bits[5] et qui peut être vu comme la mise en parallèle de « 128 bus de données » de 32 bits de large.

- Le bus d'adresses : permet de désigner à chaque instant la case mémoire et/ou le périphérique auquel le contrôleur veut faire appel[6].

- Le bus de contrôle : permet d'effectuer des requêtes sur le bus et de contrôler le type de l'opération[b],[7].